# Keisuke Itagaki
Autor da série Grappler Baki (ou Baki the Grappler nos EUA). É um mangaká com um traço bastante expressivo que sabe retratar muito bem golpes de luta com extrema veracidade. Para criar a série Grappler Baki, observou lutas de verdade de MMA e conversou com vários lutadores para aprimorar seus conhecimentos. É um grande apreciador das artes marciais. E sua filha Paru Itagaki é autora do manga Beastars.

## Trabalhos
- Grappler Baki|グラップラー刃牙|Gurappurā Baki|1991–1999}}
- Baki|バキ||1999–2005}}
- Baki Hanma|範馬刃牙|Hanma Baki|2005–2012}}
- Baki-Dou|刃牙道|Baki Dō|2014–present}}
- Garouden|餓狼伝}}, illustrations
- Tekken 5|鉄拳5}}, Bruce Irvin's extra costume design